# 刘荫福
刘荫福（？—？），天津人，中华人民共和国政治人物。
担任中纺三厂女工，被选为劳动模范。1954年，当选第一届全国人民代表大会代表。